# Alfredo Piatti
Alfredo Carlo Piatti (ur. 8 stycznia 1822 w Bergamo, zm. 18 lipca 1901 w Crocette di Mozzo) – włoski wiolonczelista i kompozytor.

## Życiorys
Początkowo uczył się u ojca, skrzypka Antonio Piattiego, oraz wuja, wiolonczelisty Gaetano Zenettiego. Po raz pierwszy wystąpił publicznie jako wiolonczelista w wieku 8 lat. Od 1832 do 1837 roku studiował w konserwatorium w Mediolanie u Vincenzo Merighiego. Po 1838 roku odbył tournée koncertowe po Europie, występując m.in. we Francji i Niemczech. W 1843 roku w Monachium wystąpił w duecie z Franzem Lisztem. Od 1844 do 1845 roku występował w Londynie, gdzie w 1846 roku osiadł na stałe, działając jako wiolonczelista-wirtuoz i udzielając lekcji prywatnie oraz w Royal Academy of Music. W latach 1846–1849 był koncertmistrzem opery włoskiej w Londynie. Między 1859 a 1898 rokiem występował w ramach Popular Concerts, grając w kwartecie z takimi artystami jak Henryk Wieniawski, Joseph Joachim i Louis Ries. Był pierwszym wykonawcą Koncertu wiolonczelowego Arthura Sullivana (1866). W 1898 roku wrócił do Włoch.
W jego posiadaniu znajdowała się wiolonczela Antonio Stradivariego „The Piatti” z 1720 roku. Pozostawił po sobie kolekcję zbiorów muzycznych, przechowywaną w Istituto Musicale w Bergamo. Napisał podręcznik do gry na wiolonczeli (Londyn 1878).

## Twórczość
Należał do największych wirtuozów wiolonczeli w XIX wieku, Liszt nazywał go „Paganinim wiolonczeli”. Był jednym z ostatnich artystów grających na wiolonczeli bez nóżki. Jego gra charakteryzowała się perfekcyjną intonacją, śpiewnym dźwiękiem i techniką łączącą w sobie dorobek włoskich mistrzów barokowych z dokonaniami szkoły niemieckiej.
Skomponował m.in. 2 koncerty wiolonczelowe (1874, 1877), Concertino na wiolonczelę i orkiestrę (1863), 6 sonat na wiolonczelę i fortepian, 12 kaprysów na wiolonczelę. Opracował także aranżacje mniej znanych utworów twórców XVIII-wiecznych.